# Герб Бродів
Герб Бродів — офіційний символ міста Броди Львівської області. Затверджений 6 березня 1997 року рішенням сесії Бродівської міської ради.
Автор проекту — Андрій Гречило. 

## Опис
У синьому полі срібна квітка лілеї, довкола якої золотий контур міських фортифікацій.
Щит вписаний у еклектичний картуш, увінчаний срібною мурованою короною з трьома мерлонами.

## Зміст
Синій колір уособлює місцеві водойми і вказує на назву поселення. Лілея є символом чистоти та порядності. Контур фортифікацій підкреслює цікаве містобудівельне вирішення Бродів із XVII століття. 
Срібна мурована корона вказує на статус міського населеного пункту.